# Tony Northrup
Tony Northrup (* 3. ledna 1974) je americký spisovatel, fotograf a video instruktor.

## Životopis
V červnu 2000 vyhrál Northrup soutěž Sexiest Geek Alive. Po úspěchu v této soutěži se objevil v několika televizních pořadech, včetně Good Morning America, Montel Williams Show a To Tell The Truth. Northrup hovořil na konferencích a byl hostem různých událostí a webcastů. Northrup je pravidelně uváděn jako technologický expert. Northrup vytvořil řadu videí a knihu, která ukazuje, jak používat technologie k vytvoření vlastních řešení běžných problémů. Northrup a jeho manželka Chelsea Northrup jsou také známí fotografováním a modelingem snímků pro fotobanky.